# داي وي
داي وي (بالصينية: 戴威) هو رائد أعمال وسياسي صيني، ولد في 1991 في شانشانغ في الصين. حزبياً، نشط في الحزب الشيوعي الصيني.